# Manuéla Kéclard-Mondésir
Manuéla Kéclard-Mondésir (nascida em 6 de maio de 1971) é uma política francêsa que representa o segundo circulo eleitoral da Martinica na Assembleia Nacional desde 2018.